# Stipa charruana
Stipa charruana là một loài thực vật có hoa trong họ Hòa thảo. Loài này được Arechav. miêu tả khoa học đầu tiên năm 1895.